# Mahatsinjony
Mahatsinjony est une commune rurale de Madagascar située dans le district de Lalangina, dans la partie est de la région Haute Matsiatra.

## Économie

### Transports
La commune est desservie, tant pour le trafic voyageurs que pour le fret, par la ligne de train FCE reliant Fianarantsoa et Manakara.